# Templo de Taffa
El templo de Taffa o templo de Taffeh (en árabe: معبد طافا‎: معبد طافا) es un templo del Antiguo Egipto actualmente conservado en el Museo de antigüedades de Leiden (Países Bajos), regalado a los Países Bajos por su ayuda en la preservación de los templos egipcios en los años 1960. 
El edificio está formado de 657 bloques que pesan aproximadamente 250 toneladas, las dos columnas del frente del templo están formadas por pilares cuadrados con columnas en sus cuatro lados. La pared trasera del interior del templo presenta el nicho de una estatua. El templo formaba parte de la fortaleza romana conocida como Taphis y mide 6,5 por 8 metros.
En 1960, en relación con la construcción de la presa de Asuán y la amenaza consiguiente de inundación por su embalse a monumentos y sitios arqueológicos de Nubia como el templo de Abu Simbel, la UNESCO hizo una llamada internacional para salvar estos sitios. En agradecimiento, Egipto donó cuatro monumentos a los países que respondieron a este reclamo en una manera significativa: Dendur a los Estados Unidos (se encuentra actualmente en el Metropolitan Museum de Nueva York), Ellesiya a Italia (Museo Egipcio de Turín), Debod a España (Madrid) y Taffa a los Países Bajos.
Adolf Klasens, el director del Rijksmuseum van Oudheden y un egiptólogo holandés jugaron una parte importante recreando el emplazamiento de Egipto donde se encontraba el templo de Taffeh al Rijksmuseum van Oudheden en Leiden. Después de llegar en 1971, fue reconstruido en un ala nueva del Museo Nacional de Antigüedades (Rijksmuseum van Oudheden) de Leiden.
La nueva estructura fue diseñada de tal manera que el clima holandés no afectase a la piedra, aquella luz natural que iluminase el templo y que los visitantes pudiesen ver el templo antes de tener que pagar la entrada. Hubo también un gran esfuerzo para reemplazar un número mínimo de piedras dañadas. Una inscripción griega y una cruz cristiana pueden observarse en una de sus paredes.